# Bénédicte Lhoyer
Bénédicte Lhoyer (née en 1986) est une égyptologue et professeure française.

## Biographie
Docteur en égyptologie et post-doctorante au centre Alexandre-Koyré (UMR 8560), spécialisée en archéologie égyptienne, elle enseigne également à l'École du Louvre.
Elle a été la commissaire scientifique de l'exposition « Ramsès et l'or des pharaons » (2023, Grande halle de la Villette),.